# José Giacone
José Antonio Giacone Garita (ur. 5 stycznia 1971 w Buenos Aires) – argentyński piłkarz pochodzenia kostarykańskiego, trener piłkarski, od 2025 roku prowadzi nikaraguański Diriangén.
Jego ojciec pochodzi z Argentyny, a matka z Kostaryki.